# Les Hommes (statue)
Pour les articles homonymes, voir The Men et Les Hommes.
Les Hommes (en arménien : Տղամարդիկ (Tghamardik), littéralement en français : Les Hommes), est un groupe statuaire situé à Erevan en Arménie. L'œuvre représente quatre hommes marchant sur un socle représentant une pellicule cinématographique. 

## Histoire
Le groupe statuaire Les Hommes est créé en 2007 par David Minassian. 
L'œuvre commémore le film du même nom (en arménien : Tghamardik, 1972) d'Edmond Keossaian. Les quatre hommes de la sculpture sont les acteurs du film : Mher Mkrtchyan, Avetik Gevorgyan, Armen Ayvazyan et Azat Sherents.

## Galerie

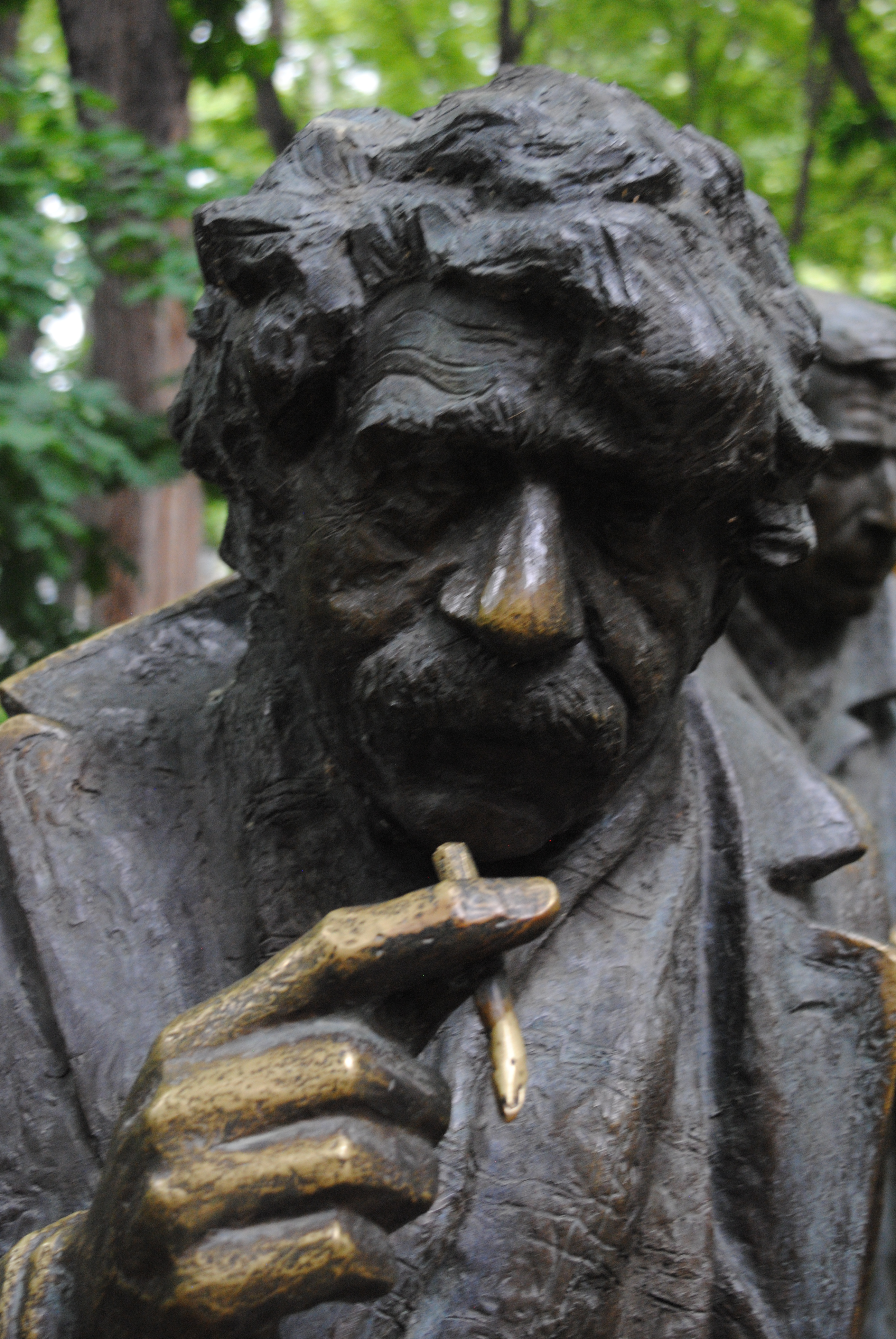
Azat Sherents
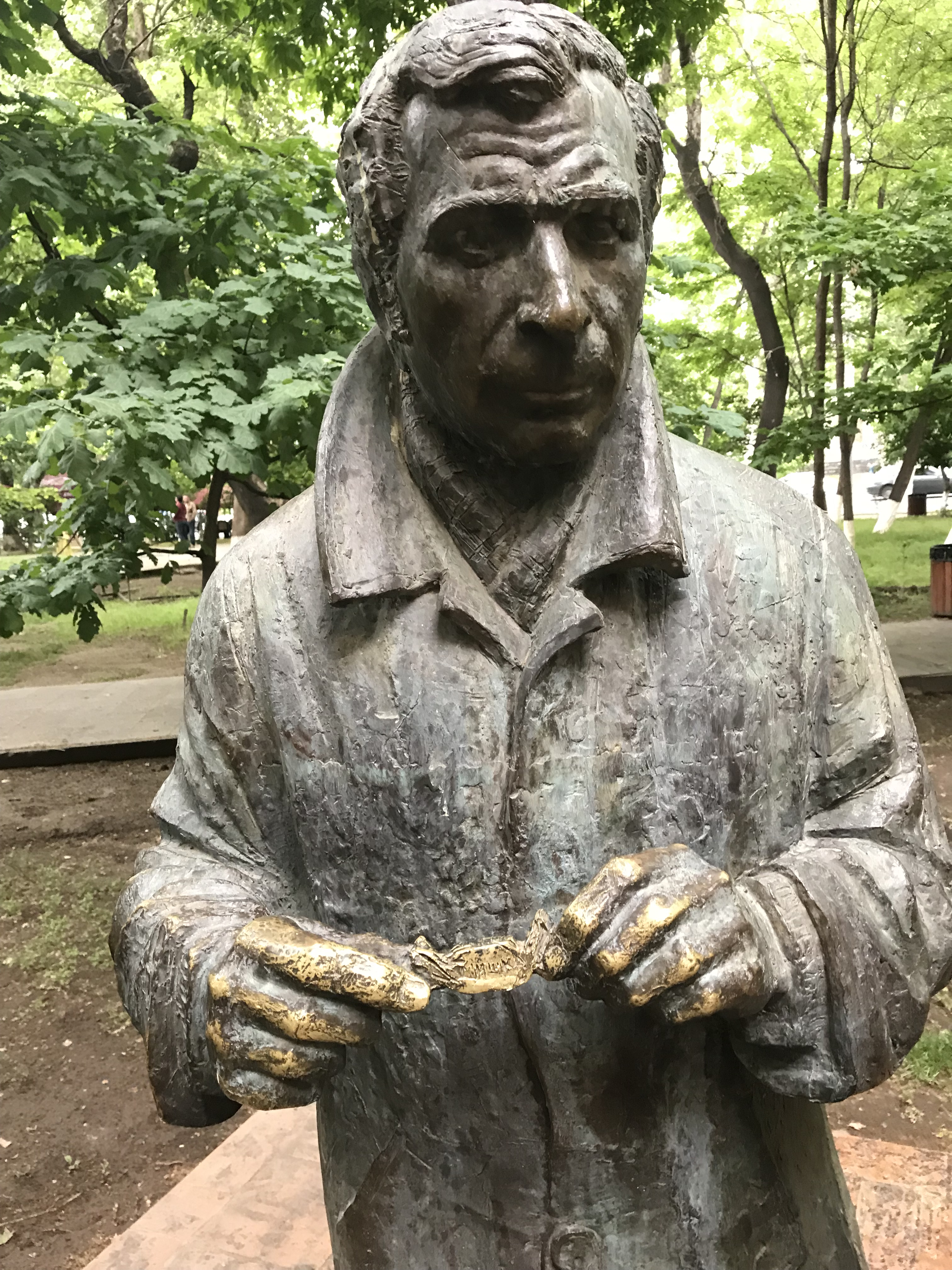
Armen Ayvazyan
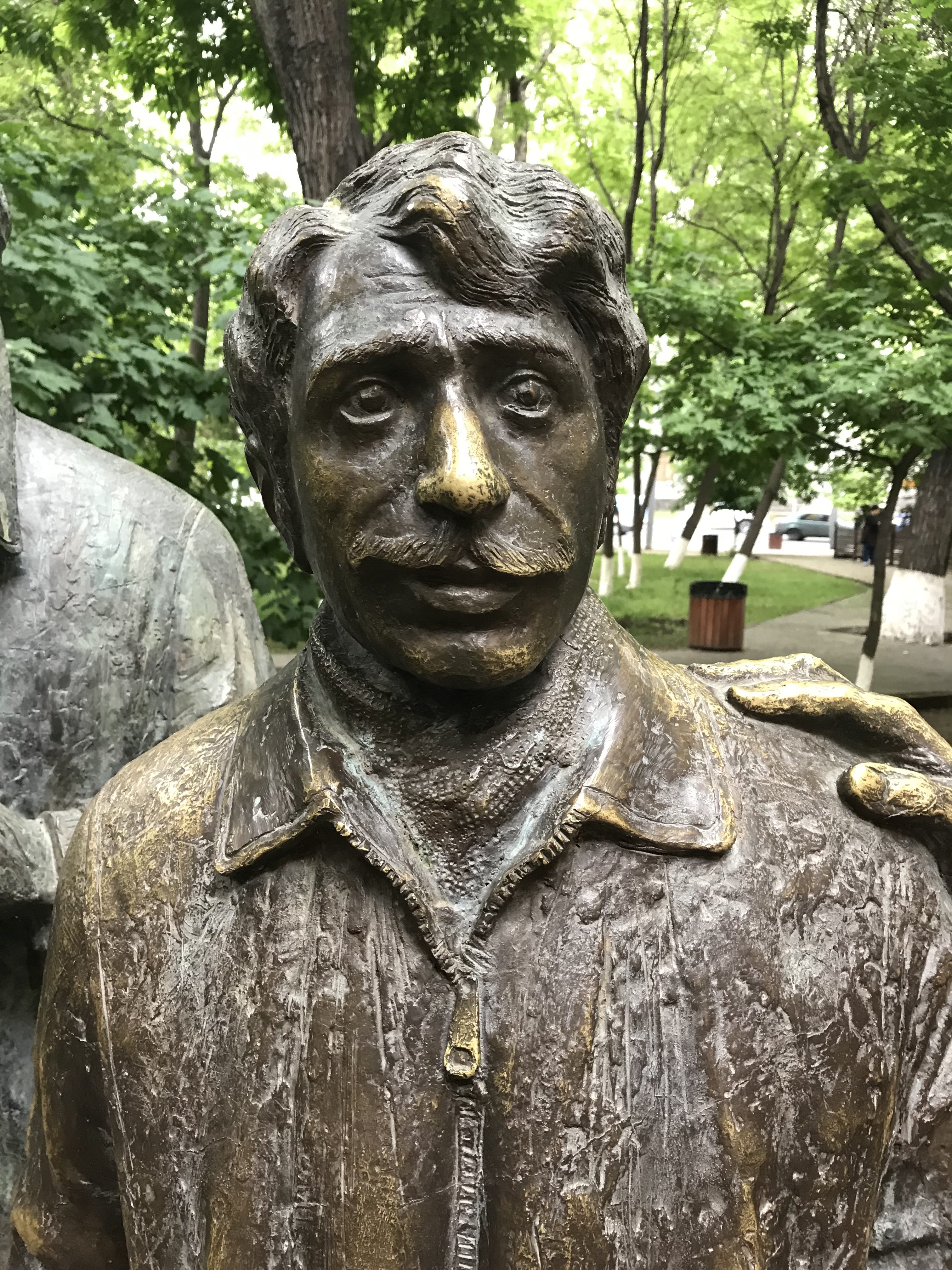
Avetik Gevorgyan
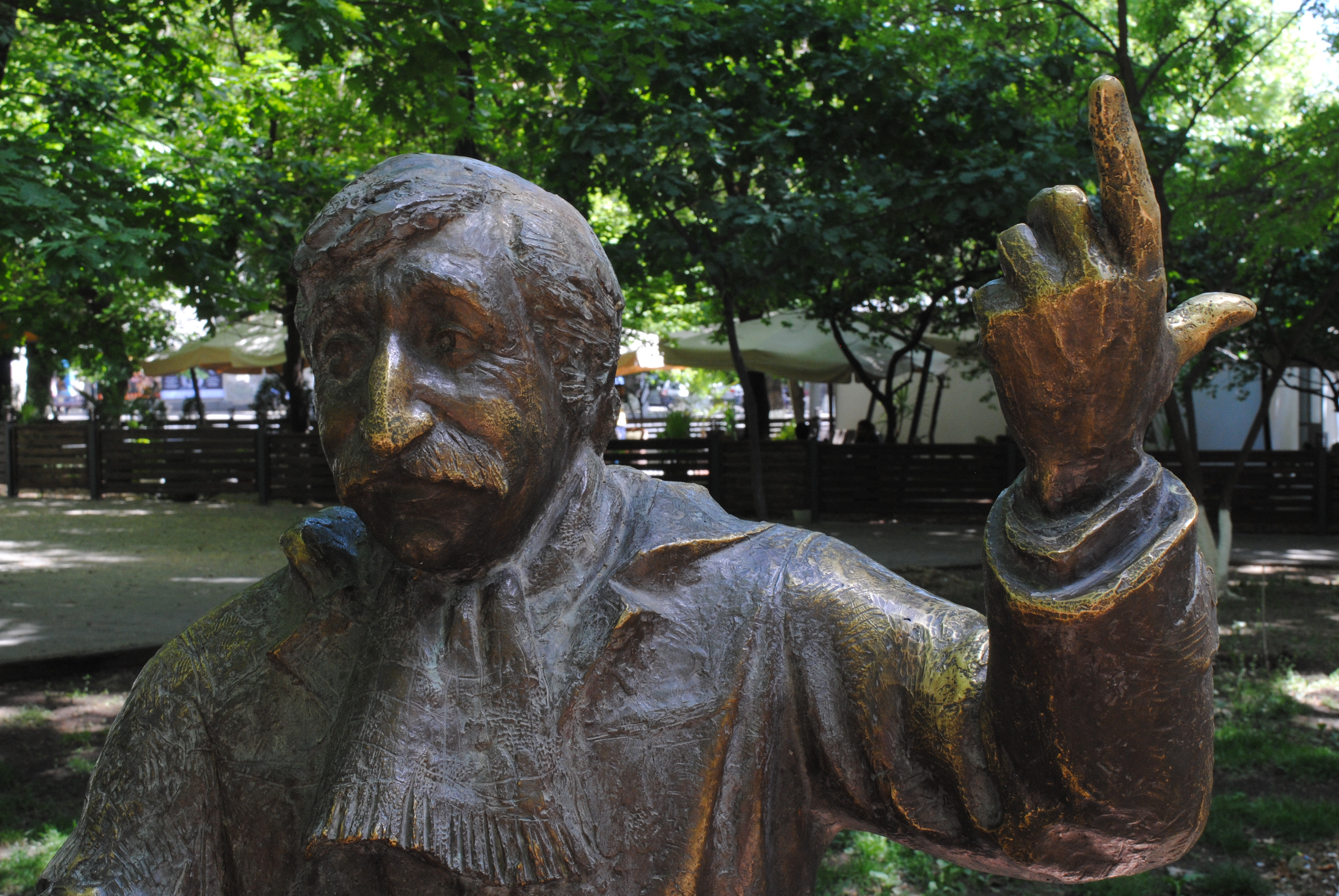
Frounzik Mkrtchiann